# Редона
Редона је насеље у Италији у округу Бергамо, региону Ломбардија.
Према процени из 2011. у насељу је живело 93 становника. Насеље се налази на надморској висини од 291 м.